# Bilirrubina

Estructura de la bilirrubina.

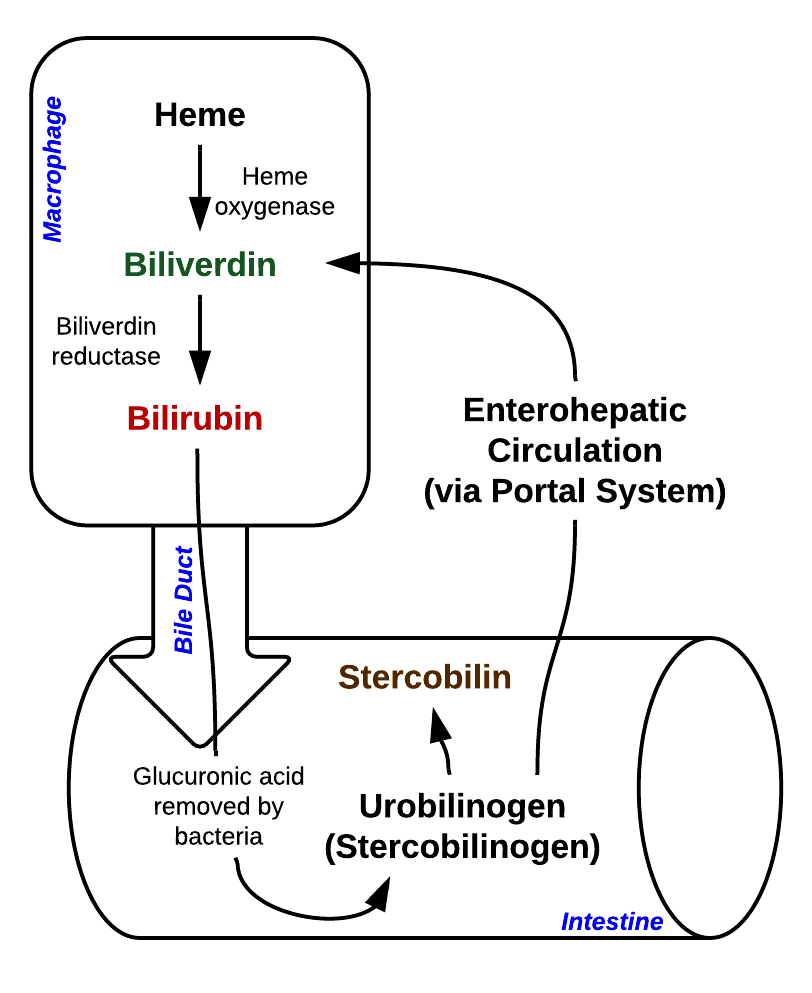
Metabolismo de la bilirrubina.

La bilirrubina es un pigmento biliar de color amarillo anaranjado que resulta de la degradación de la hemoglobina de los glóbulos rojos reciclados. Dicha degradación se produce en el bazo. Más tarde la bilirrubina se conjuga en el hígado. Estos pigmentos se almacenan en la vesícula biliar, formando parte de la bilis (que luego es excretada hacia el duodeno, lo que da el color a las heces).

## Metabolismo de la bilirrubina
Esta biomolécula se forma cuando los eritrocitos desaparecen del aparato circulatorio, por su extrema fragilidad, cuando han alcanzado la plenitud de su vida (aproximadamente 120 días). Su membrana celular se rompe y la hemoglobina liberada es fagocitada por los macrófagos tisulares del organismo, sobre todo los macrófagos del bazo, el hígado y la médula ósea.
En esta degradación de la hemoglobina, se separan, por un lado, la molécula de globina y, por otro, el grupo hemo.
La hemooxigenasa degrada el grupo hemo en los macrófagos, abriendo el anillo tetrapirrólico para dar origen a una molécula lineal de 4 anillos pirrólicos llamada biliverdina, además de hierro libre (se oxida el Fe2+ a Fe3+) y CO (monóxido de carbono). La biliverdina es luego reducida por la enzima biliverdina reductasa para dar bilirrubina. Durante las horas o los días siguientes los macrófagos liberan el hierro de la hemoglobina que será transportado por la transferrina hasta la médula ósea (para formar nuevos hematíes), o almacenado en el hígado y otros tejidos en forma de ferritina para situaciones de necesidad.
Los macrófagos de los tejidos transforman la porfirina de la hemoglobina en bilirrubina que viaja unida a la albúmina sérica (proteína transportadora) por el torrente sanguíneo al hígado, donde se separan, y la bilirrubina se secreta por la bilis (por eso el color amarillo-verdoso de la bilis) y se degrada.

## Valores clínicos
- Bilirrubina directa o bilirrubina conjugada. Se encuentra unida con ácido glucurónico, para luego ser acumulada en la vesícula biliar y constituir parte de la bilis, para su posterior eliminación. Su valor normal estándar es de 0 a 0,3 mg/dL en adultos.
- Bilirrubina indirecta o bilirrubina no conjugada. Se encuentra unida a la albúmina ya que aún no se ha unido a ácido glucurónico, en el hígado para su eliminación, porque aún no ha tenido el proceso adecuado de degradación para formar parte de la bilis. Su valor normal aproximado es de 0,1 a 0,5 mg/dl adultos. También encontramos formas no unidas a albúmina que pueden atravesar la BHE y producir daño cerebral (kernicterus). Así pues, la bilirrubina indirecta viene determinada por la bilirrubina no conjugada, ligada y no ligada a albúmina.
- Bilirrubina total es la suma de bilirrubina directa y bilirrubina indirecta, lo que da como resultado aproximado del valor normal de 0,3 a 1,0 mg/dL.[5]

## Hiperbilirrubinemia
La hiperbilirrubinemia es el aumento del nivel de bilirrubina en la sangre (valores normales de 0,3 a 1 mg/dL); la bilirrubina se acumula en los tejidos, sobre todo aquellos con mayor número de fibras elásticas (paladar, conjuntiva). Si es mayor de 2 a 2,5 mg/dL, se observa una coloración amarillenta de la piel y mucosa, un fenómeno conocido como ictericia. 